# Купание малыша
«Купание малыша» (англ. Baby's Toilet) — немой короткометражный фильм Сесила Хепуорта. Великобритания, 1905 год.

## Сюжет
Нянька купает младенцев. После купания она взвешивает ребёнка, одевает и кормит из бутылочки.

## Критика
В каталоге 1906 года фильм включён в категории «Комическое кино» и «Домашние сценки». Фильм Спасена Ровером вместе с «Купанием ребёнка» также был удостоен категории «Домашние сценки». Включение смонтированной картины в нехудожественную категорию фильмов показывает, что авторская история пыталась подстроиться под документальный формат, при этом творчески истрактовав реальные события.